# Pargny-sous-Mureau
Pour les articles homonymes, voir Pargny (homonymie).
Pargny-sous-Mureau est une commune française située dans le département des Vosges en région Grand Est.

## Géographie

### Localisation
La commune occupe la vallée de la Saônelle à mi-chemin entre Liffol-le-Grand et Coussey.

### Géologie et relief
La commune se compose de 25,03 hectares de territoires artificialisés (1,40 %), 500,85 hectares de territoires agricoles (28,01 %) et 1 261,77 hectares de forêts et milieux semi-naturels (70,57 %).
Espaces naturels :
- Un espace protégé Natura 2000 :

Vallée de la Saônelle,
- Cinq zones naturelles d'intérêt écologique, faunistique et floristique (Znieff) :

Zone humide Clos Herbus à Pagny-sur-Mureau.
Gîtes à chiroptères de Mont-les-Neufchâteau et Sionne.
Pays de Neufchâteau.
Gîtes à chiroptères de Midrevaux.
Forêts domaniales de Vaucouleurs, de Montigny, du Vau, des Bâtis et de Maupas.

### Hydrographie et les eaux souterraines
Hydrogéologie et climatologie : Système d’information pour la gestion des eaux souterraines du bassin Rhin-Meuse :
Territoire communal : Occupation du sol (Corinne Land Cover); Cours d'eau (BD Carthage),
Géologie : Carte géologique; Coupes géologiques et techniques,
 Hydrogéologie : Masses d'eau souterraine; BD Lisa; Cartes piézométriques.
La commune est située pour partie dans le bassin versant de la Meuse au sein du bassin Rhin-Meuse et pour partie dans le  la région hydrographique « La Seine de sa source au confluent de l'Oise (exclu) » au sein du bassin Seine-Normandie. Elle est drainée par la ruisseau la Saonnelle, le ruisseau de la Fousole, le ruisseau de Mureau, le ruisseau de Trevau, le ruisseau du Brouillard et le ruisseau du Champ Balance,.
La Saônelle, d'une longueur totale de 21,8 km, prend sa source dans la commune de Lafauche et se jette dans la Meuse en limite de Frebécourt et Coussey, après avoir traversé huit communes.

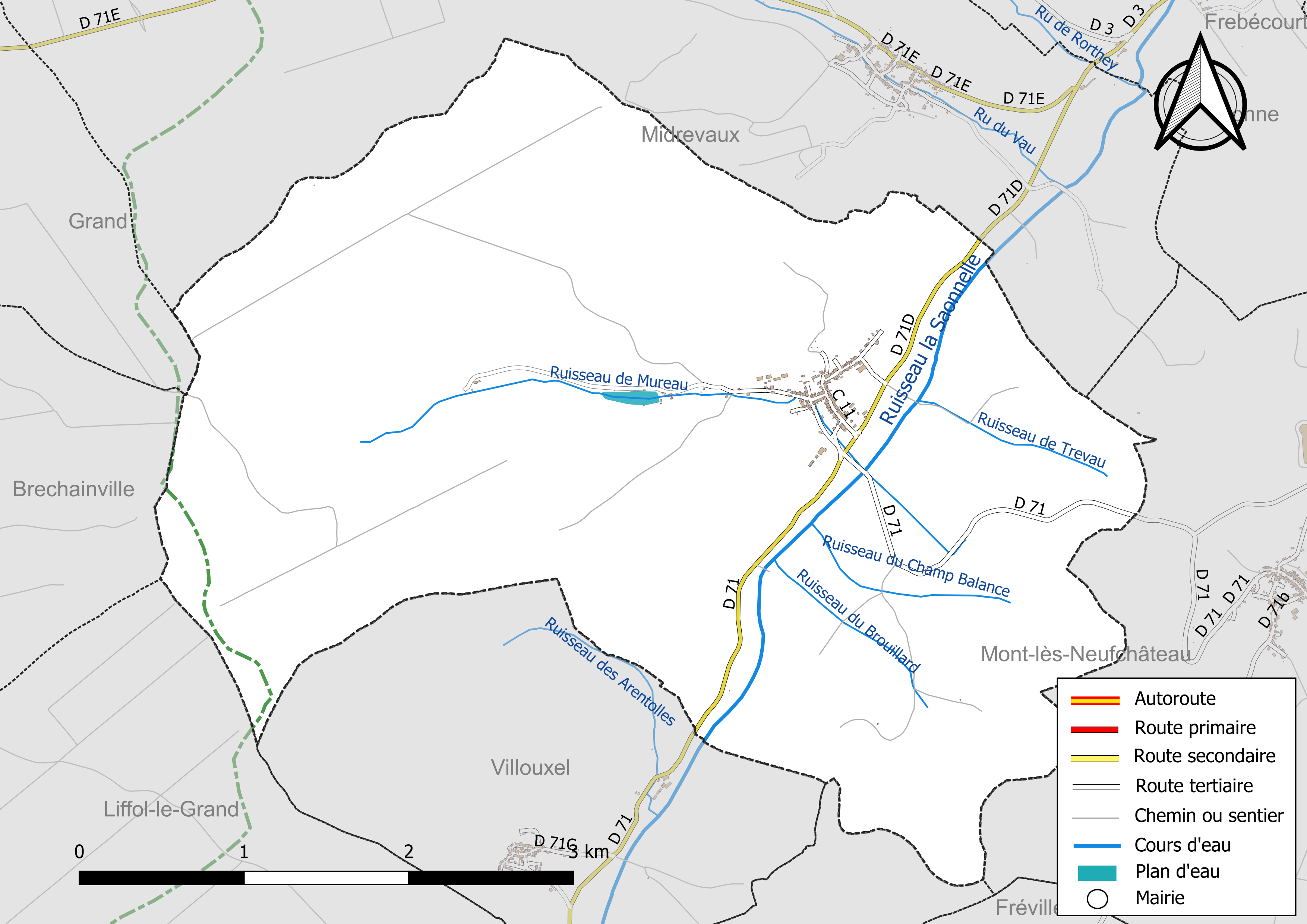
Réseaux hydrographique et routier de Pargny-sous-Mureau.

La qualité des eaux de baignade et des cours d’eau peut être consultée sur un site dédié géré par les agences de l’eau et l’Agence française pour la biodiversité.

### Climat
Pour des articles plus généraux, voir Climat du Grand Est et Climat des Vosges.
En 2010, le climat de la commune est de type climat de montagne, selon une étude du Centre national de la recherche scientifique s'appuyant sur une série de données couvrant la période 1971-2000. En 2020, Météo-France publie une typologie des climats de la France métropolitaine dans laquelle la commune est exposée à un climat océanique altéré et est dans la région climatique  Lorraine, plateau de Langres, Morvan, caractérisée par un hiver rude (1,5 °C), des vents modérés et des brouillards fréquents en automne et hiver. 
Pour la période 1971-2000, la température annuelle moyenne est de 9,7 °C, avec une amplitude thermique annuelle de 16,6 °C. Le cumul annuel moyen de précipitations est de 1 000 mm, avec 13,1 jours de précipitations en janvier et 9,4 jours en juillet. Pour la période 1991-2020, la température moyenne annuelle observée sur la station météorologique de Météo-France la plus proche, « Rollainville », sur la commune de Rollainville à 10 km à vol d'oiseau, est de 10,3 °C et le cumul annuel moyen de précipitations est de 860,3 mm. 
La température maximale relevée sur cette station est de 39,6 °C, atteinte le 25 juillet 2019 ; la température minimale est de −18,2 °C, atteinte le 20 décembre 2009,,. 
Les paramètres climatiques de la commune ont été estimés pour le milieu du siècle (2041-2070) selon différents scénarios d'émission de gaz à effet de serre à partir des nouvelles projections climatiques de référence DRIAS-2020. Ils sont consultables sur un site dédié publié par Météo-France en novembre 2022.

## Urbanisme

### Typologie
Au 1er janvier 2024, Pargny-sous-Mureau est catégorisée commune rurale à habitat dispersé, selon la nouvelle grille communale de densité à sept niveaux définie par l'Insee en 2022.
Elle est située hors unité urbaine. Par ailleurs la commune fait partie de l'aire d'attraction de Neufchâteau, dont elle est une commune de la couronne,. Cette aire, qui regroupe 72 communes, est catégorisée dans les aires de moins de 50 000 habitants,.

### Occupation des sols
L'occupation des sols de la commune, telle qu'elle ressort de la base de données européenne d’occupation biophysique des sols Corine Land Cover (CLC), est marquée par l'importance des forêts et milieux semi-naturels (70,6 % en 2018), une proportion identique à celle de 1990 (70,6 %). La répartition détaillée en 2018 est la suivante : 
forêts (69,1 %), terres arables (16 %), prairies (12 %), milieux à végétation arbustive et/ou herbacée (1,6 %), zones urbanisées (1,4 %). L'évolution de l’occupation des sols de la commune et de ses infrastructures peut être observée sur les différentes représentations cartographiques du territoire : la carte de Cassini (XVIIIe siècle), la carte d'état-major (1820-1866) et les cartes ou photos aériennes de l'IGN pour la période actuelle (1950 à aujourd'hui).

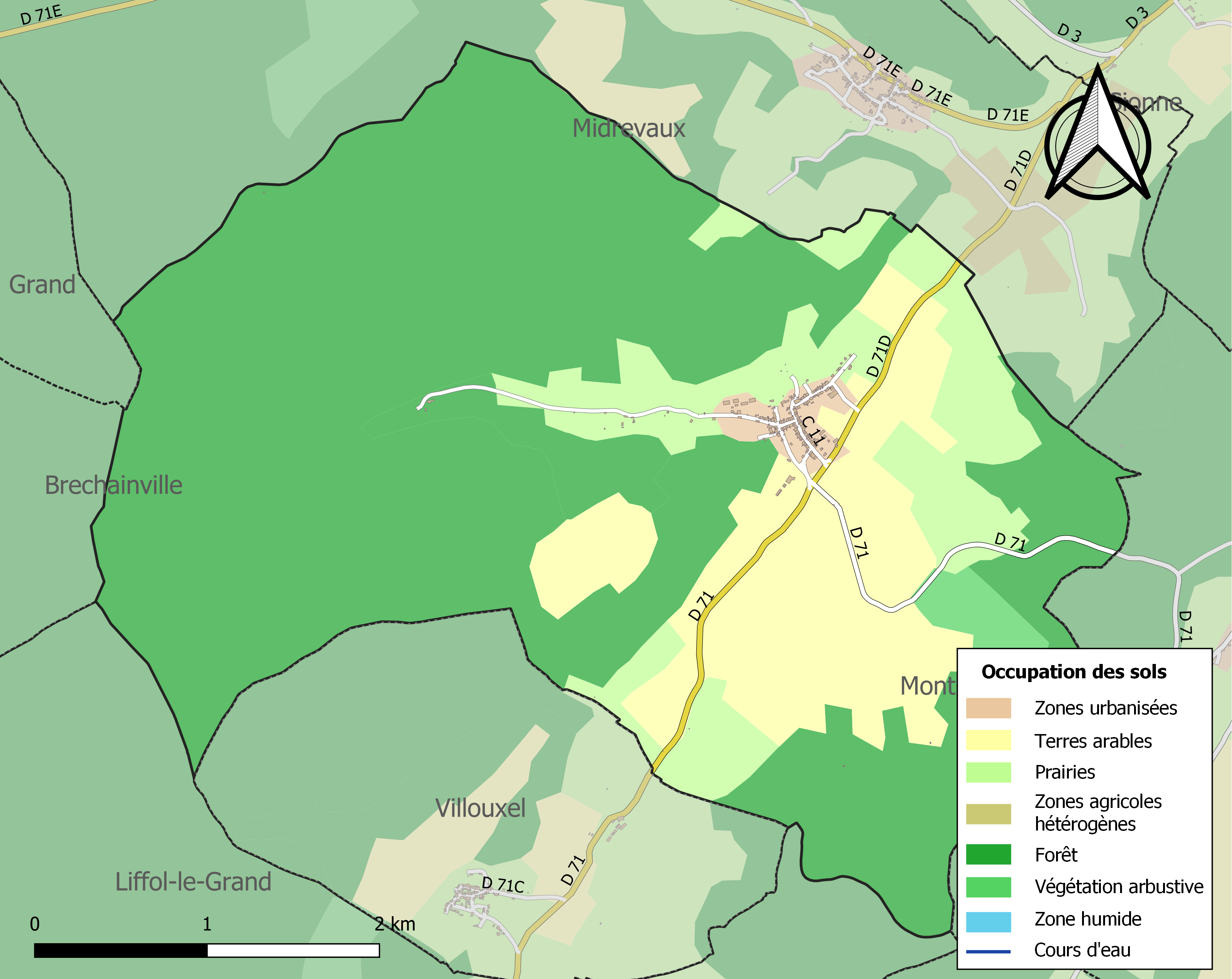
Carte des infrastructures et de l'occupation des sols de la commune en 2018 (CLC).

## Toponymie
Le nom de la localité est attesté sous les formes « Castrum scilicet de Reuvalt et de Pauniaco » (Xe siècle) ; Altare de Parneio (1180) ; Parnei (avant 1197) ; Pargny (1201) ; Pargneium sub Mirevalli (1238) ; Pargniacum subtus Mirevallem (1253) ; Pargnie (1254) ; Pargnei desous Mirouaut (1255) ; Pargné desous Myroalt (1284) ; De Perneio subtus Miram vallem (1305) ; Pargnoy (1328) ; De Pargneyo subtus Mirevallem (1402) ; Pargney sous Mureaux (1656) ; Paigne (XVIIe siècle) ; Pargney soub Mureau (1725) ; Pagny (1790).

Le déterminant locatif fait référence à l'Abbaye Notre-Dame de Mureau.

## Histoire
L'ancienne abbaye Notre-Dame de Mureau, dont ses vestiges sont situés sur le territoire de la commune, est une fondation de l'ordre des prémontrés antérieure à 1147.
Pargny-sous-Mureau faisait partie de l'ancienne province de Champagne. La Justice de Pargny-sous-Mureau était sous la coupe de l'abbé et des religieux de Mureau. L'abbaye de Mureau fondé vers 1150 sous l'ordre des Prémontrés possédaient les droits et privilèges des seigneurs locaux. Ces derniers les avaient en effet progressivement abandonnés au profit de l'abbaye.
En 1751, Pargny-sous-Mureau dépendait du bailliage de Chaumont, en 1790, du district de Lamarche, canton de Liffol-le-Grand.

## Politique et administration
| Période                                  | Période    | Identité                     | Étiquette | Qualité |
| ---------------------------------------- | ---------- | ---------------------------- | --------- | ------- |
| Les données manquantes sont à compléter. |            |                              |           |         |
|                                          |            | Yvon Colon                   |           |         |
|                                          |            | Marcelle Marchal (1921-2010) |           |         |
| juin 1995                                | avril 2014 | Gérard Aubertin (1940-2022)  | DVD       |         |
| avril 2014                               | En cours   | Hervé Bidal                  |           | [ 27 ]  |

### Budget et fiscalité 2023

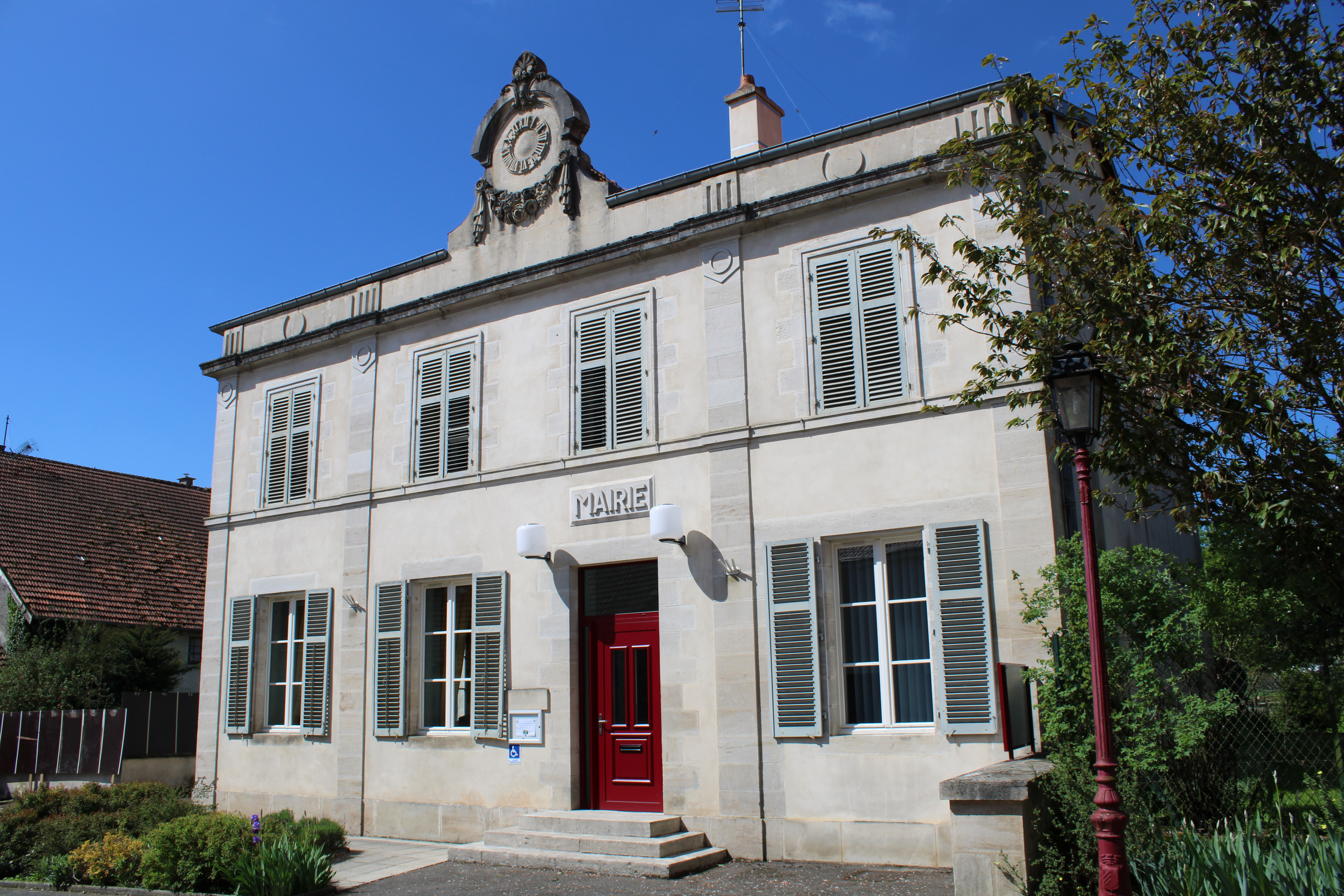
La mairie.

En 2023, le budget de la commune était constitué ainsi :
- total des produits de fonctionnement : 170 000 €, soit 912 € par habitant ;
- total des charges de fonctionnement : 168 000 €, soit 904 € par habitant ;
- total des ressources d'investissement : 89 000 €, soit 477 € par habitant ;
- total des emplois d'investissement : 96 000 €, soit 516 € par habitant ;
- endettement : 332 000 €, soit 1 786 € par habitant.

Avec les taux de fiscalité suivants :
- taxe d'habitation : 19,31 % ;
- taxe foncière sur les propriétés bâties : 33,26 % ;
- taxe foncière sur les propriétés non bâties : 16,51 % ;
- taxe additionnelle à la taxe foncière sur les propriétés non bâties : 0,00 % ;
- cotisation foncière des entreprises : 0,00 %.

Chiffres clés Revenus et pauvreté des ménages en 2021 : médiane en 2021 du revenu disponible, par unité de consommation : 22 470 €.

## Population et société

### Démographie

#### Évolution démographique
L'évolution du nombre d'habitants est connue à travers les recensements de la population effectués dans la commune depuis 1793. Pour les communes de moins de 10 000 habitants, une enquête de recensement portant sur toute la population est réalisée tous les cinq ans, les populations de référence des années intermédiaires étant quant à elles estimées par interpolation ou extrapolation. Pour la commune, le premier recensement exhaustif entrant dans le cadre du nouveau dispositif a été réalisé en 2008.

En 2022, la commune comptait 184 habitants, en évolution de +0,55 % par rapport à 2016 (Vosges : −2,96 %, France hors Mayotte : +2,11 %).
| 1793 | 1800 | 1806 | 1821 | 1831 | 1836 | 1841 | 1846 | 1856 |
| ---- | ---- | ---- | ---- | ---- | ---- | ---- | ---- | ---- |
| 375  | 413  | 414  | 445  | 483  | 480  | 468  | 453  | 428  |

| 1861 | 1866 | 1876 | 1881 | 1886 | 1891 | 1896 | 1901 | 1906 |
| ---- | ---- | ---- | ---- | ---- | ---- | ---- | ---- | ---- |
| 437  | 440  | 411  | 380  | 391  | 350  | 321  | 335  | 355  |

| 1911 | 1921 | 1926 | 1931 | 1936 | 1946 | 1954 | 1962 | 1968 |
| ---- | ---- | ---- | ---- | ---- | ---- | ---- | ---- | ---- |
| 326  | 271  | 269  | 235  | 207  | 198  | 223  | 211  | 217  |

| 1975 | 1982 | 1990 | 1999 | 2006 | 2008 | 2013 | 2018 | 2022 |
| ---- | ---- | ---- | ---- | ---- | ---- | ---- | ---- | ---- |
| 197  | 211  | 185  | 179  | 189  | 192  | 182  | 182  | 184  |

### Enseignement
Établissements d'enseignements : 
- Écoles maternelles et primaires à Liffol-le-Grand, Neufchâteau, Bazoilles-sur-Meuse.
- Collèges à Liffol-le-Grand, Neufchâteau, Gondrecourt-le-Château, Bourmont-entre-Meuse-et-Mouzon.
- Lycées à Neufchâteau.

### Santé
Professionnels et établissements de santé :
- Médecins à Chermisey, Liffol-le-Grand, Coussey, Neufchâteau[35],[36].
- Pharmacies à Neufchâteau, Liffol-le-Grand, Neufchâteau, Coussey[37].
- Hôpitaux à Neufchâteau[38].

Centre hospitalier de l'Ouest Vosgien.

### Cultes
- Culte catholique, Paroisse Saint-Pierre et Saint-Paul au Seuil de la Lorraine[40], Diocèse de Saint-Dié.

## Économie

### Entreprises et commerces

#### Commerces
- Commerces et services de proximité[41].

## Culture locale et patrimoine

### Lieux et monuments

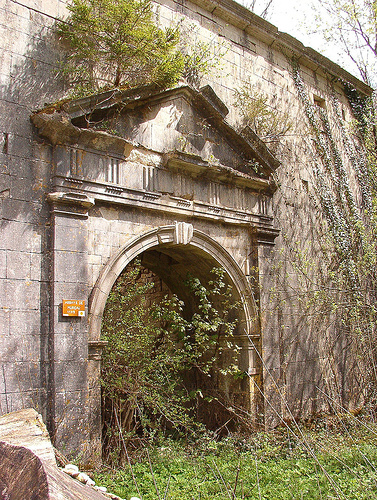
Vestiges de l'abbaye de Mureau.
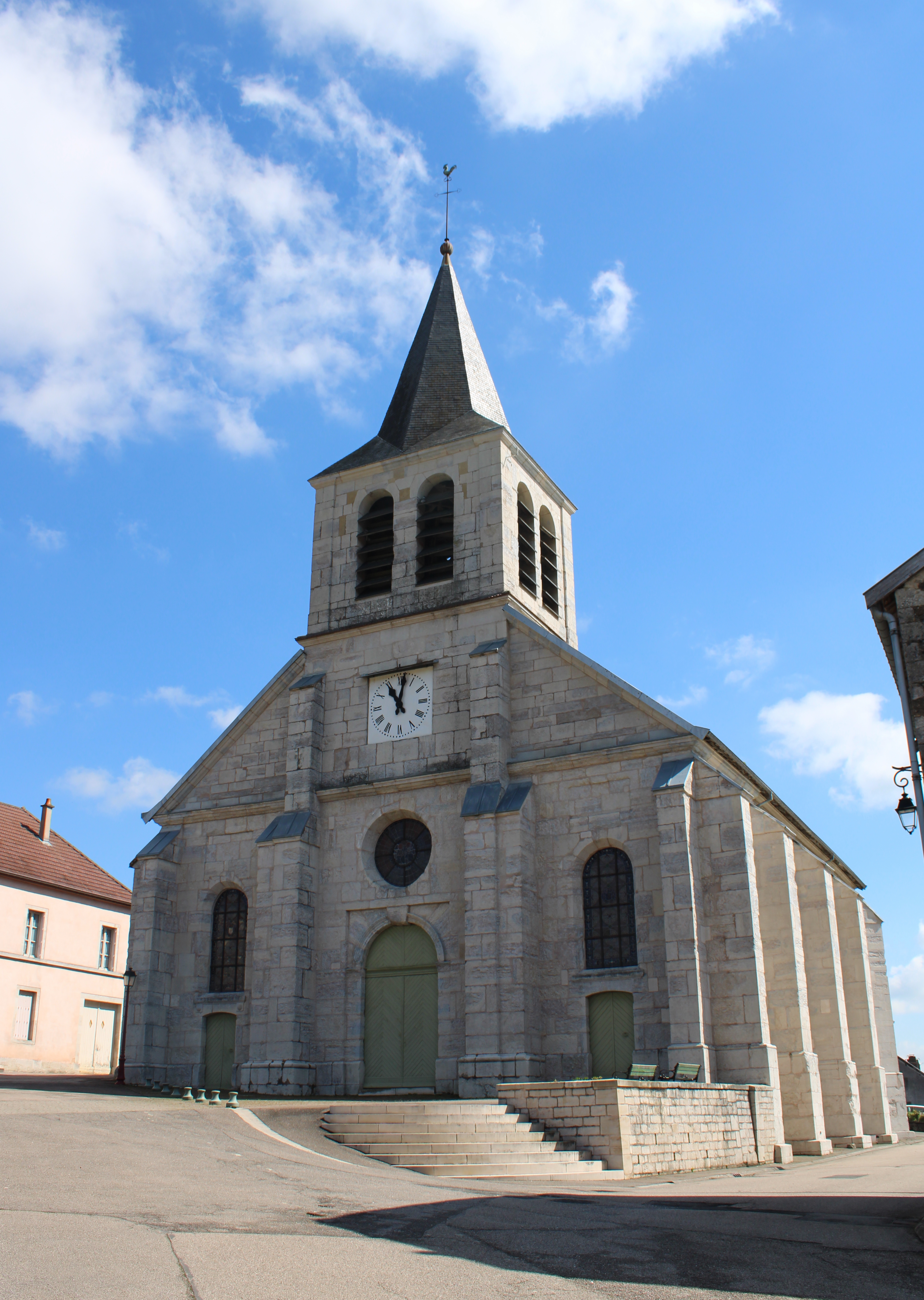
L'église.
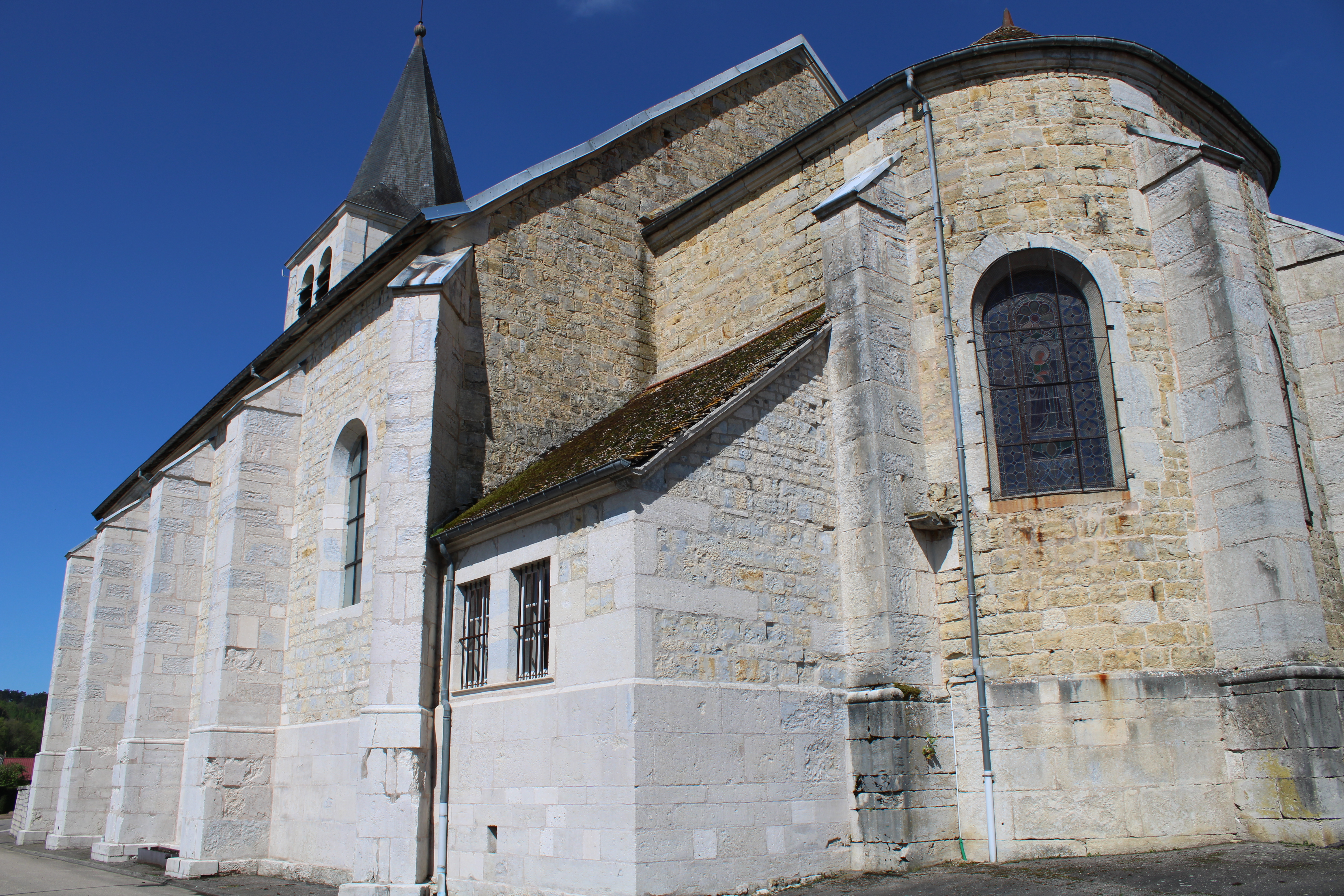
Chevet de l'église.
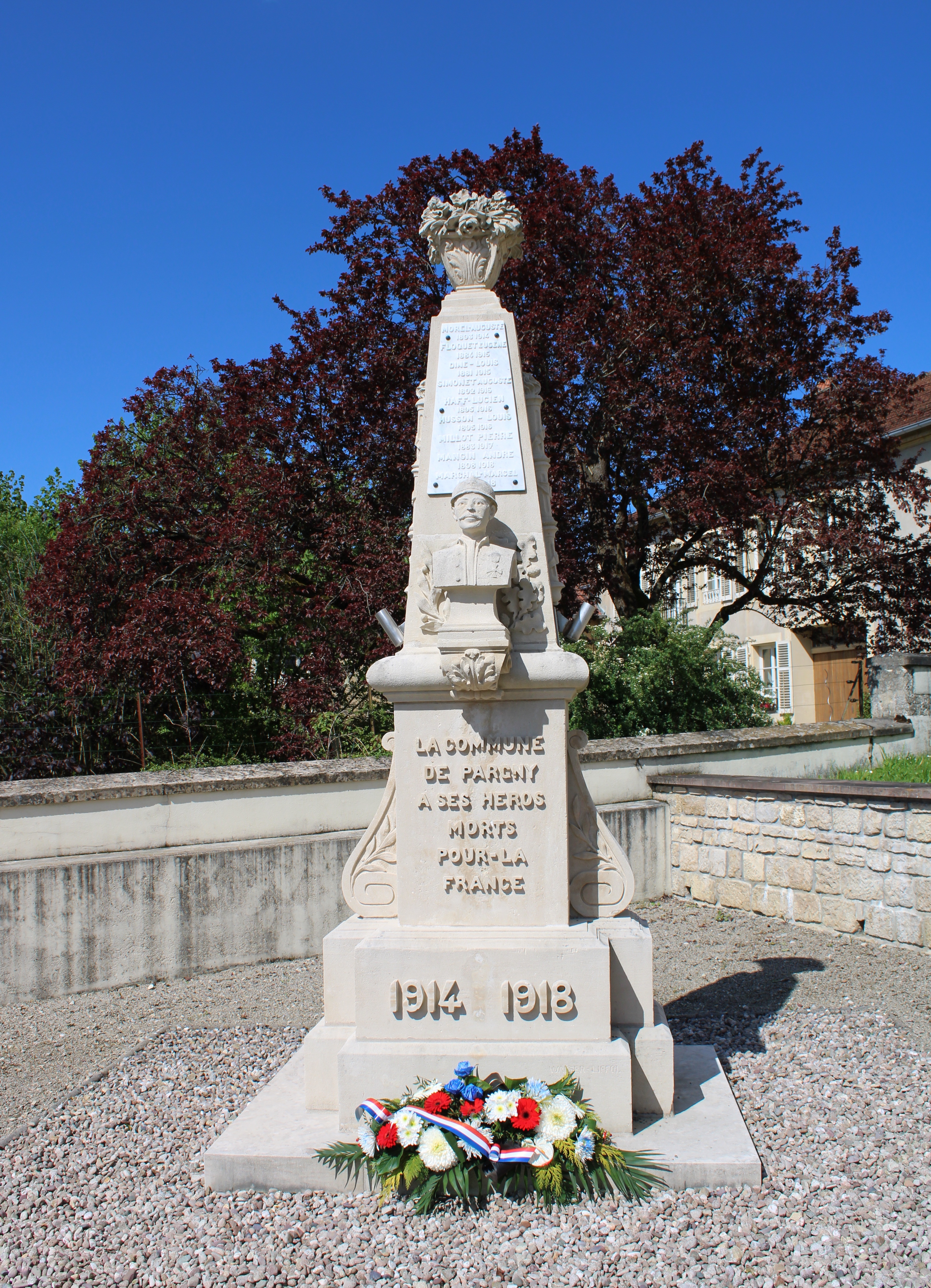
Le monument aux morts.
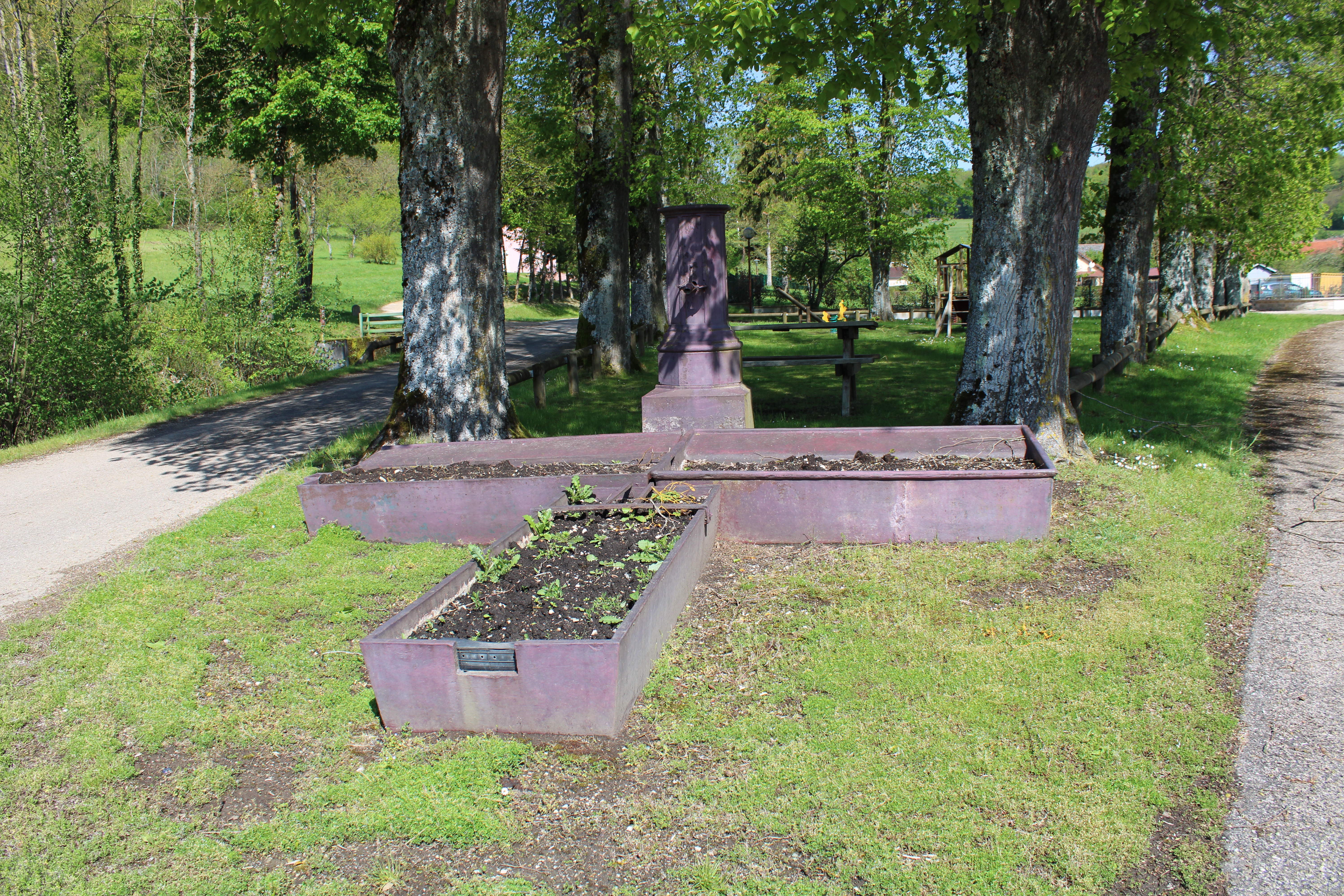
Le lavoir.
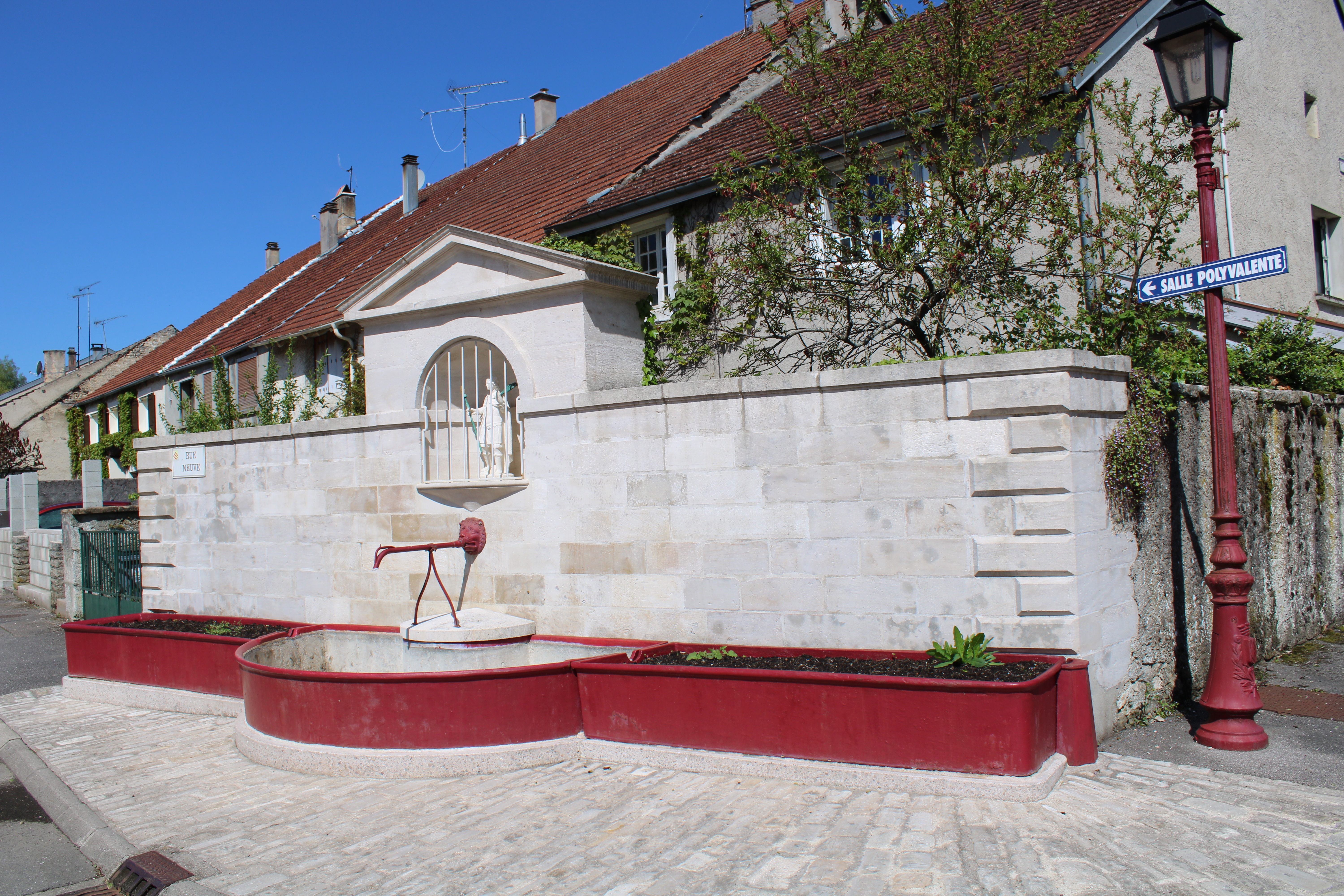
Fontaine près de la mairie.

- Restes de l'ancienne abbaye Notre-Dame de Mureau fondée au XIIe siècle par des chanoines de l'ordre de Prémontré. L'abbaye fut supprimée en 1790. En 2008, il ne reste plus grand chose des bâtiments. La partie la plus remarquable qui subsiste est le porche (porte reconstruite en 1683 et consolidée en 2019[42]), quelques murs épars ainsi qu'une dépendance[43].
- Église Saint-Martin construite au XVIIIe siècle[44].

clôture de chœur.
chaire à prêcher.
verrières (verrières figurées, verrières hagiographiques, verrières à personnage),.
3 degrés d'autel, autel, gradin d'autel, tabernacle (maître-autel, autel tombeau).
4 degrés d'autel, 2 autels, 2 gradins d'autel, 2 retables (autels latéraux nord et sud de saint Nicolas et de la Vierge).
Bancs de fidèles,,.
2 confessionnaux.
cloche
son orgue d'Enri Didier & Cie, construit en 1905-1910 mais qui fut démonté à la suite de la restauration de l'église en 2012.
Le mobilier de l'église paroissiale Saint-Martin
- Chapelle Saint-Quirin[58].

Le mobilier de la chapelle Saint-Quirin.
degré d'autel, autel, gradin d'autel, tabernacle (maître-autel, autel tombeau).
ensemble de 9 bancs de fidèles.
statuette saint Quirin.
bâton de procession (statuette) saint Quirin.
exposition (dais d'exposition).
- Presbytère XVIIIe siècle[65].
- Le monument aux morts[66],[67].
- Calvaires.
- Les deux croix de carrefour[68].

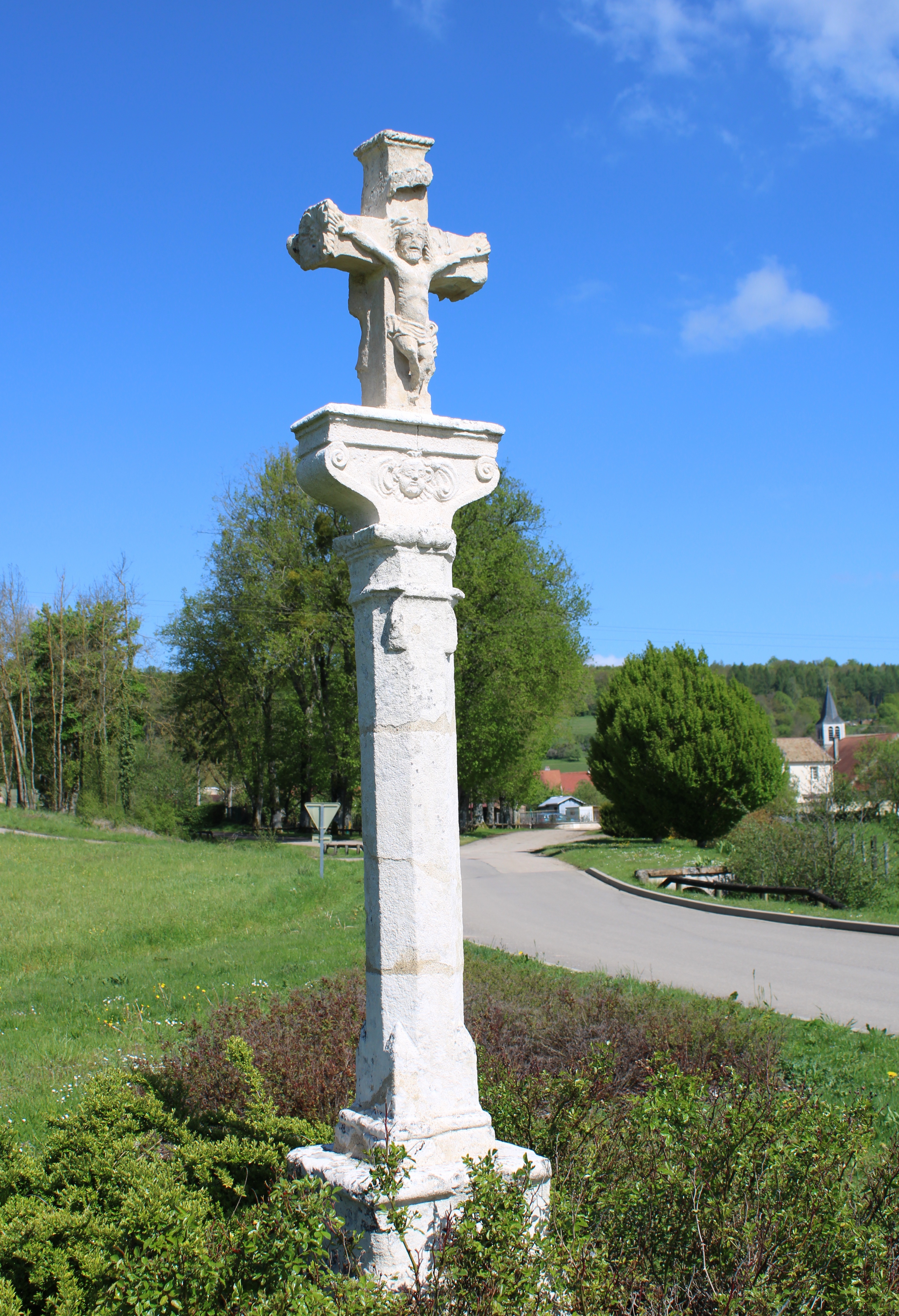
Croix de carrefour située au sud du village près du lavoir.
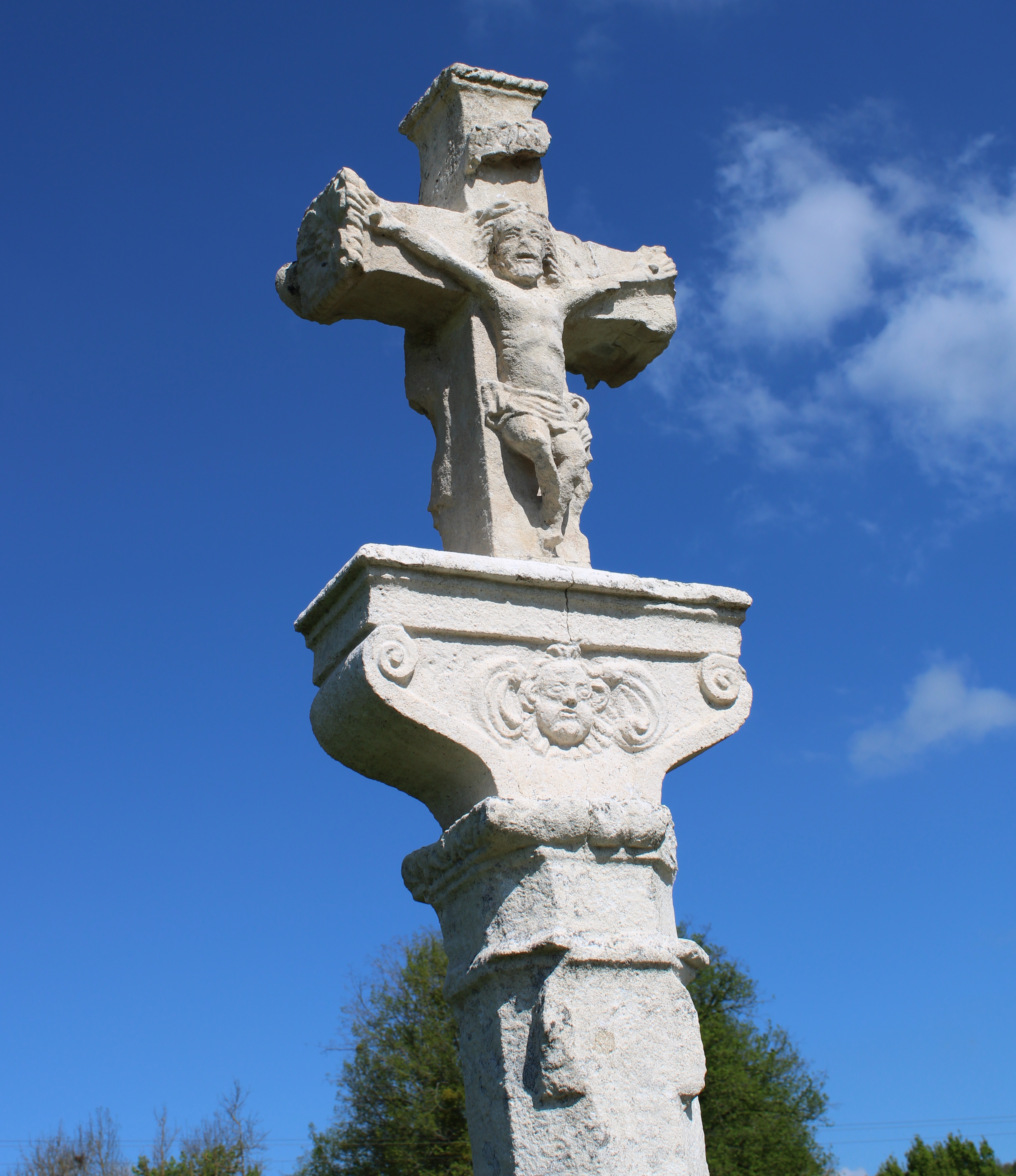
Sculpture du Christ sur la croix de carrefour située au sud du village près du lavoir.
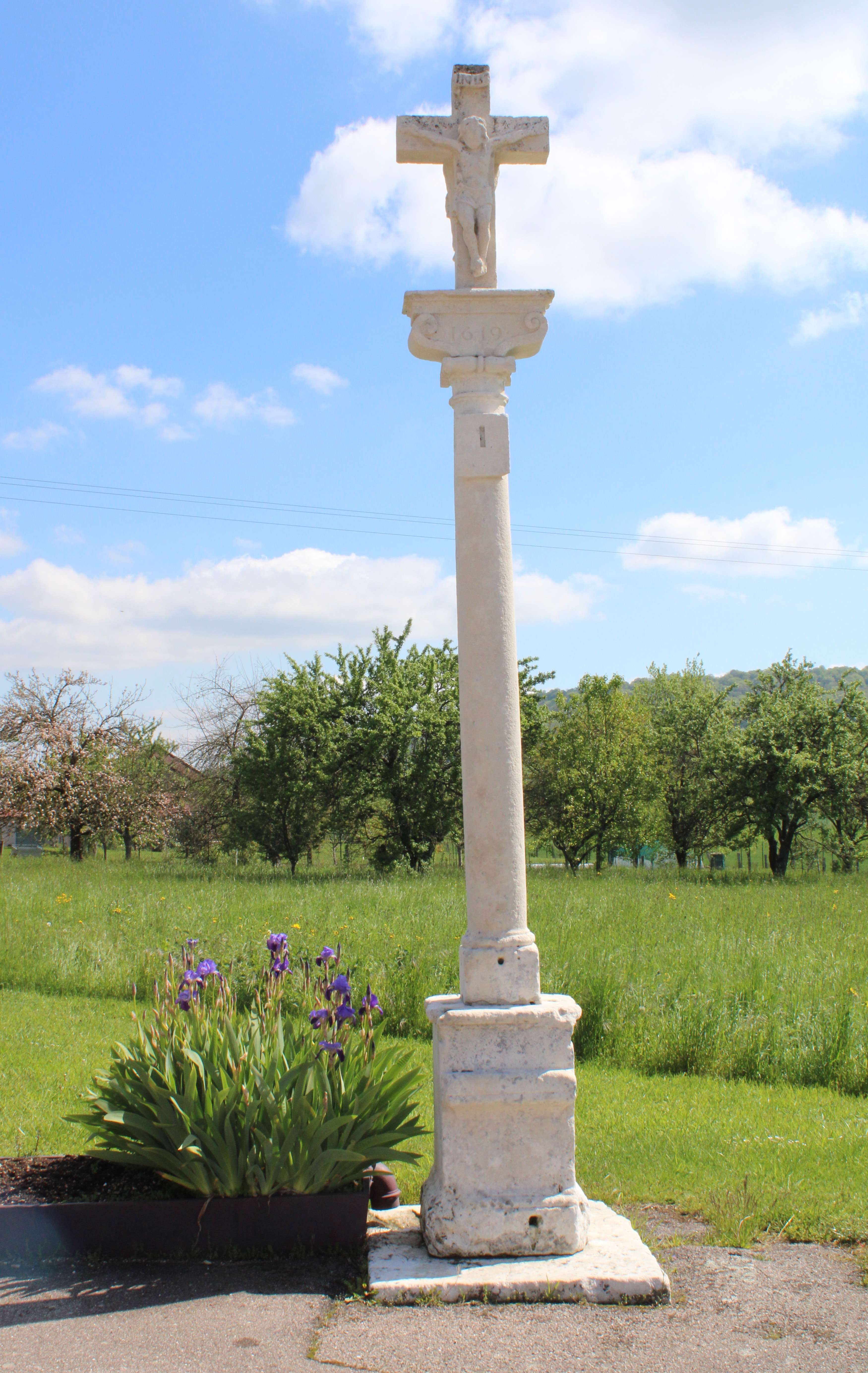
Croix de carrefour datée de 1619 située à l'est du village.
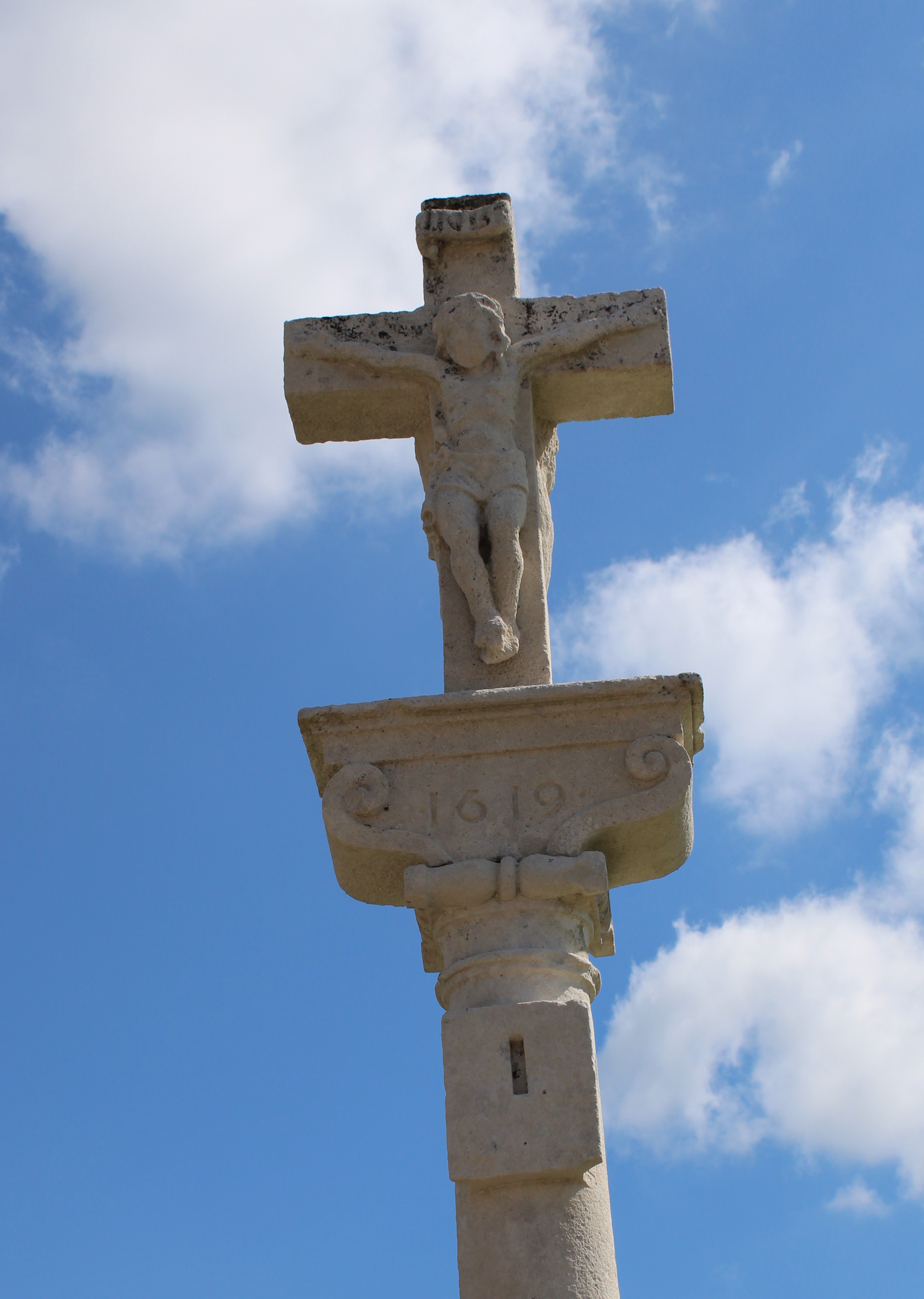
Sculpture du Christ sur la face avant de la croix.
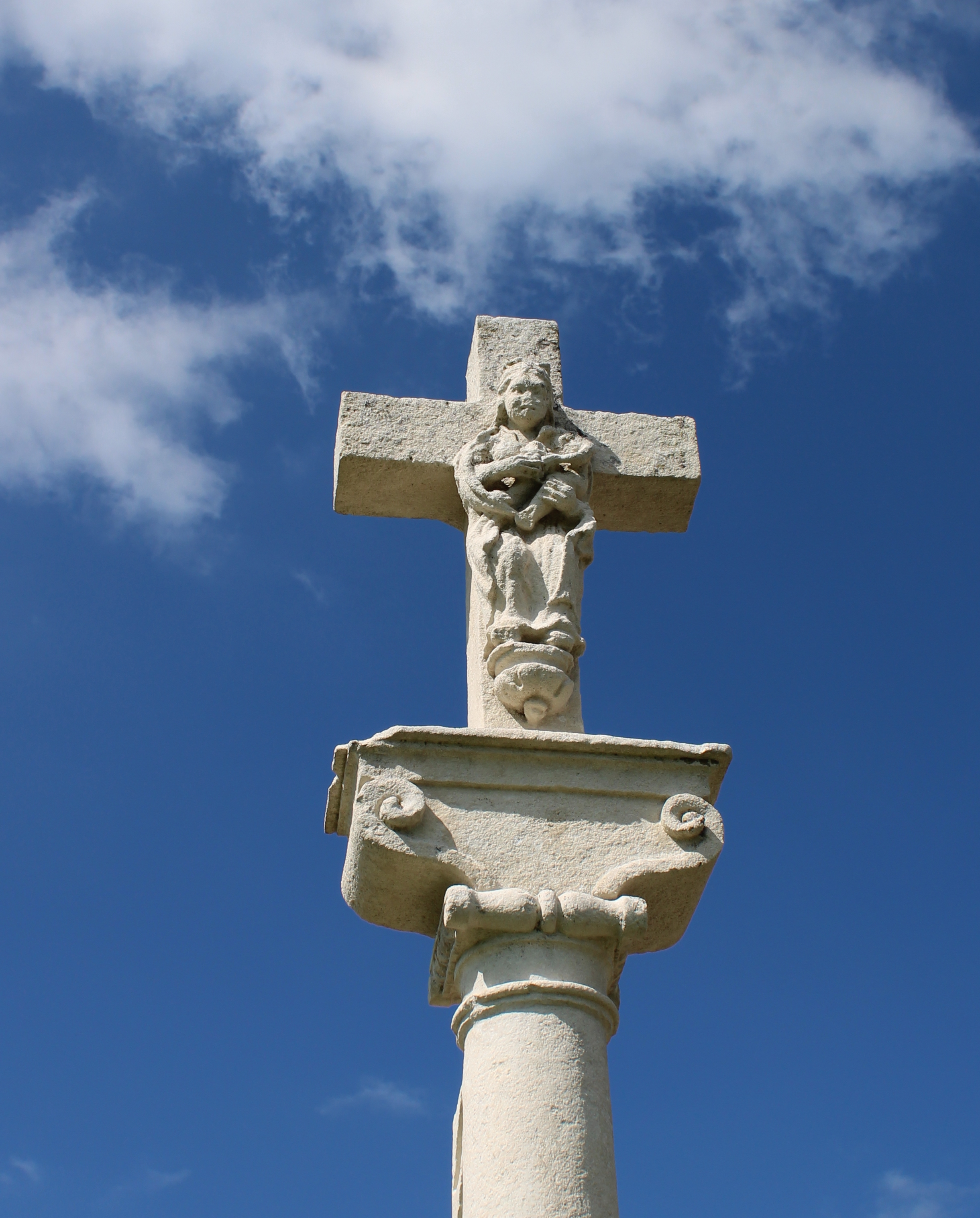
Sculpture de la Vierge à l'Enfant dégradée sur la face arrière.

- Patrimoine rural recensé par le service régional de l'Inventaire général du patrimoine culturel[69].
- Le lavoir[70],[71].
- Fontaine près de la mairie.
- Un ruisseau traverse la zone de l'abbaye. Ce ruisseau à la particularité de couler, en partie, dans un tunnel fait de main d'homme.

### Personnalités liées à la commune
- Médaillés de Sainte-Hélène[72].

### Héraldique
| Blason | Blasonnement : D’or aux trois chevrons de gueules. Commentaires : Il s’agit du blason de l’abbaye Notre-Dame de Mureau détruite à la Révolution. La reproduction de ce blason se trouve à l’entrée de l’église paroissiale. Cependant, D’Hozier donne pour blason à l’abbaye de Mureau : D’azur à la figure de la Sainte Vierge d’or. Cazaubon, village du Gers, possède ces mêmes armes. |

## Pour approfondir